# Klypp Thordsson
Klypp Thordsson (nórdico antiguo: Klyppur hersir Þórðarson, n. 924), fue un guerrero vikingo y hersir de Noruega en el siglo X. Pertenecía a la influyente dinastía Giskeätten; según las sagas nórdicas era hijo de Þórður hreða Kåreson y nieto de Horda-Kåre. Casó con Alof Asbjörnsdatter (910 - 964), hermana del bóndi Jarnskegge de Yrjar. Durante la ausencia del hersir, el príncipe Sigurd Sleva visitó la hacienda de Klypp pero como no estaba fue su esposa Alof quien agasajó al invitado; aquella noche Sigurd la violó. Al regreso, tras la época de cosecha, Klypp supo de lo acontecido, juró venganza y junto a su clan se dirigió a Alrekstad donde se había refugiado Sigurd escapando de los bóndi de Voss que habían intentado acabar con él y su hermano Harald. Al llegar, sin dudarlo fue hacia él y lo mató con su espada. Klypp cayó también durante la contienda por la embestida de uno de los hombres del séquito de Sigurd, Erling Gamle.